# Черкаський колегіум «Берегиня»
Черкаський колегіум «Береги́ня» — загальноосвітній навчальний заклад міста Черкаси, член асоціації колегіумів «Києво-Могилянської академії».
Заклад здійснює поглиблену підготовку за фізико-математичним, гуманітарним та суспільним напрямами.

## Історія
Колегіум «Берегиня» був збудований 1974 року як середня школа № 23 і розпочав функціонувати 1 вересня того ж року. У квітня 1994 року школа була реорганізована у колегіум, і вже 15 років працює як навчальний заклад нового типу. З 2006 року у колегіумі функціонує «Школа майбутнього першокласника».

## Структура колегіуму
Колегіум працює як навчальний заклад для творчо обдарованих дітей. Поглиблено вивчаються українська мова, математика, англійська мова.
Колегіум функціонує у складі 3 відділень: перше відділення — початкове, для учнів 1-4 класів, забезпечує різнорівневу освітню підготовку учнів з урахуванням їх індивідуальних здібностей і пізнавальних інтересів. Друге відділення — підготовче, для учнів 5-7 класів. Воно забезпечує обов'язковий базовий рівень знань, умінь і навичок учнів на основі попередньої профільної підготовки, достатньої для продовження навчання в колегіумі. Третє відділення — власне колегіум, для учнів 8-11 класів.

## Викладацький склад
Педагогічний колектив колегіуму працює над науково-методичною проблемою «Формування особистості колегіанта як повноцінного і дієвого члена суспільства системою громадянської освіти і єдністю процесу навчання і виховання». В колегіумі працює 63 педагоги. З них — 41 учитель має кваліфікаційну категорію «спеціаліст вищої категорії», 12 — кваліфікаційну категорію «спеціаліст першої категорії», 6 — кваліфікаційну категорію «спеціаліст другої категорії». 12 учителів мають педагогічне звання «учитель-методист», 25 — «старший учитель»,3 — «Заслужений вчитель України» Москальчук Валентина Михайлівна, Ярошенко Павло Володимирович, Юнак Людмила Петрівна. 4 педагоги нагороджені Знаком «Відмінник освіти УРСР», 5 — Почесними грамотами Міністерства освіти УРСР, Міністерства освіти України та Міністерства освіти і науки України, 10 — Почесними грамотами Головного управління освіти і науки міста Черкаси.
Учителі колегіуму — неодноразові призери і переможці різноманітних професійних конкурсів. Так, 2007-2008 навчального року учитель фізичної культури Пилипюк А. Г. та учитель зарубіжної літератури Малигіна Л. М. стали переможцями обласного етапу, а Пилипюк А. Г. — ще й призером заключного етапу Всеукраїнського конкурсу «Учитель року».

## Устаткування колегіуму
Для вчителів та колегіантів створено сучасний інформаційно-ресурсний центр, оснащений інформаційною та копіювальною технікою, працює бібліотека з читальною залою. Колегіум має 2 кабінети інформатики, кабінети фізики, хімії, біології, географії, 4 кабінети української мови і літератури (кабінет-музей історії Києво-Могилянської академії, літератури рідного краю), 9 кабінетів іноземної мови, навчальні майстерні, кабінет музики, обслуговуючої праці, 2 кабінети історії, 2 спортзали і тренажерний зал. У вересні 2009 року у колегіумі встановлено індивідуальний тепловий пункт, що дає змогу зменшити енерговитрати на 30 %.

## Досягнення учнів
Показником результативної роботи педагогічного колективу є перемоги учнів на Всеукраїнських олімпіадах з базових дисциплін та конкурсі-захисті наукових робіт Малої академії наук, конкурсі знавців української мови імені П. Яцика. 100 % випускників останніх років продовжують навчання у вузах України, випускники колегіуму мають пільги при вступі до НаУКМА.

## Позакласна робота
Пріоритетними напрямками виховної роботи колегіуму є:
- створення умов для соціалізації учнів, утвердження їх як особистостей; виховання свідомого громадянина України, який поважає історичне минуле свого народу і толерантно ставиться до культурних та національних надбань інших народів;
- розвиток творчої особистості, здатної до самореалізації та самовдосконалення;
- організація виховного простору через діяльність шкільних органів учнівського самоврядування.

У колегіумі діють театр-студія «Колор», вокальний ансамбль «Дзвіночки». Традиційними стали такі акції учнівської громади колегіуму: «Наша турбота учителям-пенсіонерам», «Дні пам'яті О.Педька», «Діти-дітям», «Громадянин», «Біль Чорнобиля», «Книжковий базар», «Різдвяні дзвони», «Великодня мозаїка».